# Мацак Олександр Володимирович
Олександр Володимирович Мацак — старший солдат, навідник кулеметного взводу механізованого батальйону Збройних Сил України, учасник російсько-української війни, загинув у ході російського вторгнення в Україну.

## Життєпис
Народився 17 липня 1985 року в селі Спаському Кролевецького району (нині — Конотопський район) Сумської області. З початком війни на сході України з серпня 2014 року проходив військову службу в 24-му окремому штурмовому батальйоні «Айдар» (м. Коломия, в/ч А3488). Брав участь у бойових діях на Донбасі. Проходив військову службу навідником кулеметного взводу механізованого батальйону. 
Загинув 5 березня 2022 року у ході російського вторгнення в Україну. Разом з 16 українськими військовослужбовцями потрапив під обстріл БМ-21 «Град» ЗС РФ в місті Бучі Київської області.
3 травня 2022 року, міський голова Кролевця Віктор Лехман передав матері загиблого воїна Антоніні Іванівні орден «За мужність» III ступеня. Слова вдячності також висловив начальник другого відділу Конотопського РТЦК та СП (м. Кролевець) Сергій Харченко.

## Нагороди
- Орден «За мужність» III ступеня (2022, посмертно) — за особисту мужність під час виконання бойових завдань, самовіддані дії, виявлені у захисті державного суверенітету та територіальної цілісності України, вірність військовій присязі.